# Siemiłuki
Siemiłuki (ros. Семилуки) – rosyjskie miasto położone w obwodzie woroneskim. Prawa miejskie otrzymało w roku 1954.
Miasto jest położone na prawym brzegu rzeki Don, 14 kilometrów od Woroneża.